# 3496 Arieso
3496 Arieso eller 1977 RC är en asteroid i huvudbältet som korsar Mars omloppsbana. Den upptäcktes den 5 september 1977 av den tyske astronomen Hans-Emil Schuster vid La Silla-observatoriet. Den är uppkallad efter Astronomical Calculation Institute och European Southern Observatory.